# Alberto IV de Mecklemburgo
Alberto IV de Mecklemburgo (en alemán: Albrecht IV von Mecklenburg; antes de 1363 - 24/31 de diciembre de 1388) fue co-regente de Mecklemburgo desde 1383 hasta 1388. Era el hijo del duque Enrique III de Mecklemburgo y de Ingeborg de Dinamarca.
Alberto era también un pretendiente al trono danés después de la muerte del rey Valdemar IV, pero en lugar de ello le sucedió Olaf II.
Después de que su padre Enrique murió en 1383, Alberto gobernó Mecklemburgo junto con sus tíos, Alberto III y Magnus I, y su primo Juan IV.
Se casó con Isabel de Holstein, la hija de Nicolás de Holstein-Rendsburg y murió en diciembre de 1388. En 1404, su viuda Isabel se casó con el duque Erico V de Sajonia-Lauenburgo.